# Iwogumoa pengi
Iwogumoa pengi är en spindelart som först beskrevs av S. V. Ovtchinnikov 1999.  Iwogumoa pengi ingår i släktet Iwogumoa och familjen mörkerspindlar. Inga underarter finns listade i Catalogue of Life.